# Cardinal Lemoine (Métro Paris)
Cardinal Lemoine [kaʁdinal ləmwan] ist eine unterirdische Station der Linie 10 der Pariser Métro.

## Lage
Die Station befindet sich im Quartier Saint-Victor des 5. Arrondissements von Paris. Sie liegt längs unter der Rue Monge.

## Name
Der U-Bahnhof ist nach der die Rue Monge kreuzenden Rue du Cardinal Lemoine benannt. Jean Lemoine (1250–1313) war Kardinal und als Päpstlicher Legat Repräsentant des Papstes in Frankreich. Er gründete 1302 das später nach ihm benannte Collège nahe der Sorbonne, das im Verlauf der Französischen Revolution zerstört wurde.

## Geschichte und Beschreibung

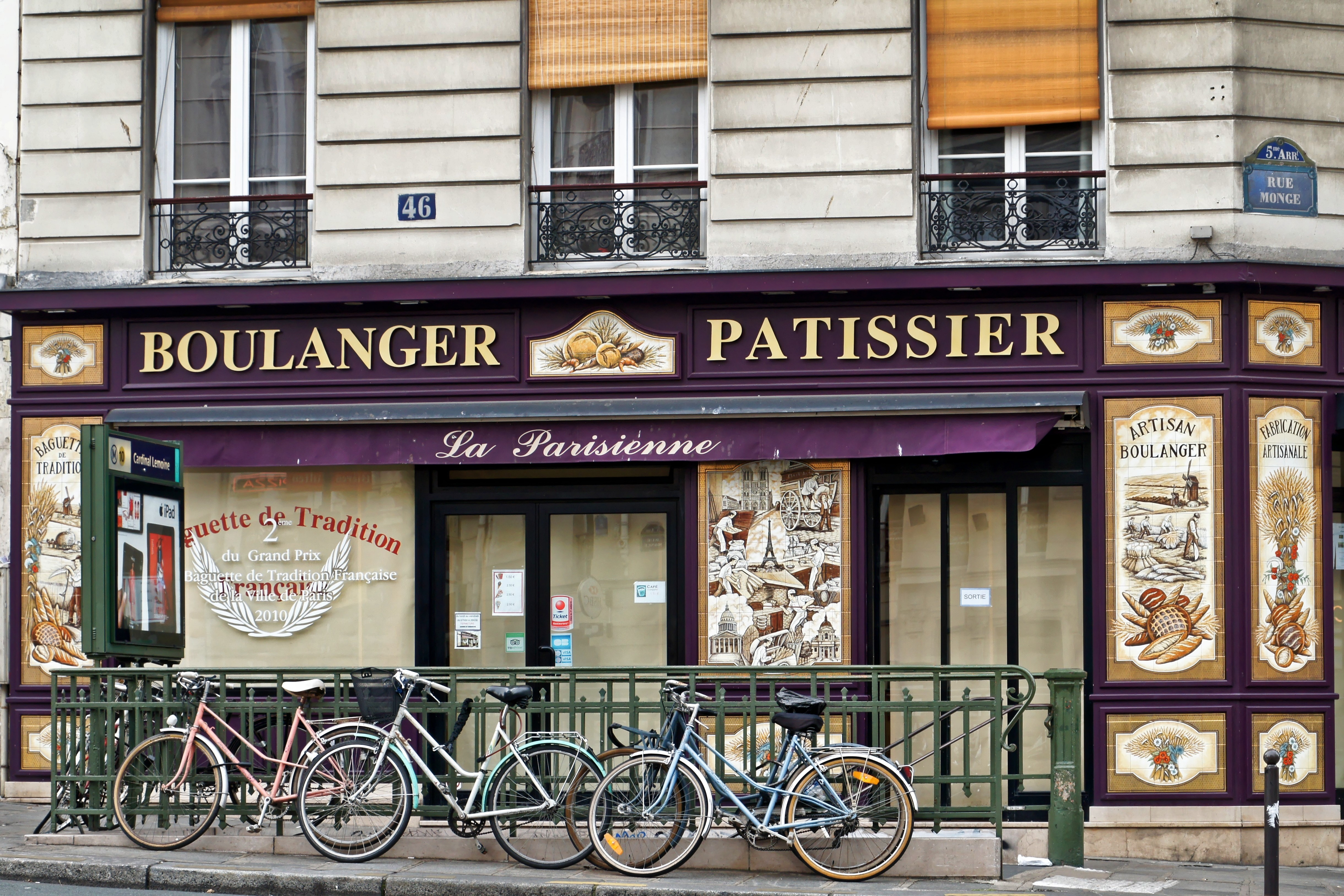
Zugang an der Westseite der Rue Monge

Am 26. April 1931 wurde die Station in Betrieb genommen. An jenem Tag wurden die Linienverläufe geändert: Nach der Vollendung der Unterfahrung der Seine konnte die Linie 7 den bis dahin von der Linie 10 befahrenen Abschnitt von Place Monge nach Porte de Choisy übernehmen. Die Linie 10 verlief fortan von Maubert – Mutualité über Cardinal Lemoine und Jussieu zum neuen Endbahnhof Gare d’Austerlitz.
Die Station weist zwei Seitenbahnsteige an zwei Streckengleisen auf. Sie hat einen ellipsenförmigen Querschnitt, Decke und Wände sind gefliest. Es existieren zwei Zugänge, die beide an der Kreuzung der Rue Monge mit der Rue du Cardinal Lemoine liegen. Den östlichen Zugang ziert ein von Adolphe Dervaux im Stil des Art déco entworfener Kandelaber.
Südlich der Station sind die Streckengleise nach Südosten hin unter die Rue des Boulangers verschwenkt. Direkt unter der Station verlaufen von Maubert – Mutualité kommend zwei Betriebsgleise in Richtung Place Monge, die ab dem 15. Januar 1930 als Streckengleise zum damals von der Linie 10 befahrenen Abschnitt Place Monge – Place d’Italie (ab 7. März 1930 bis Porte de Choisy) dienten.

## Fahrzeuge

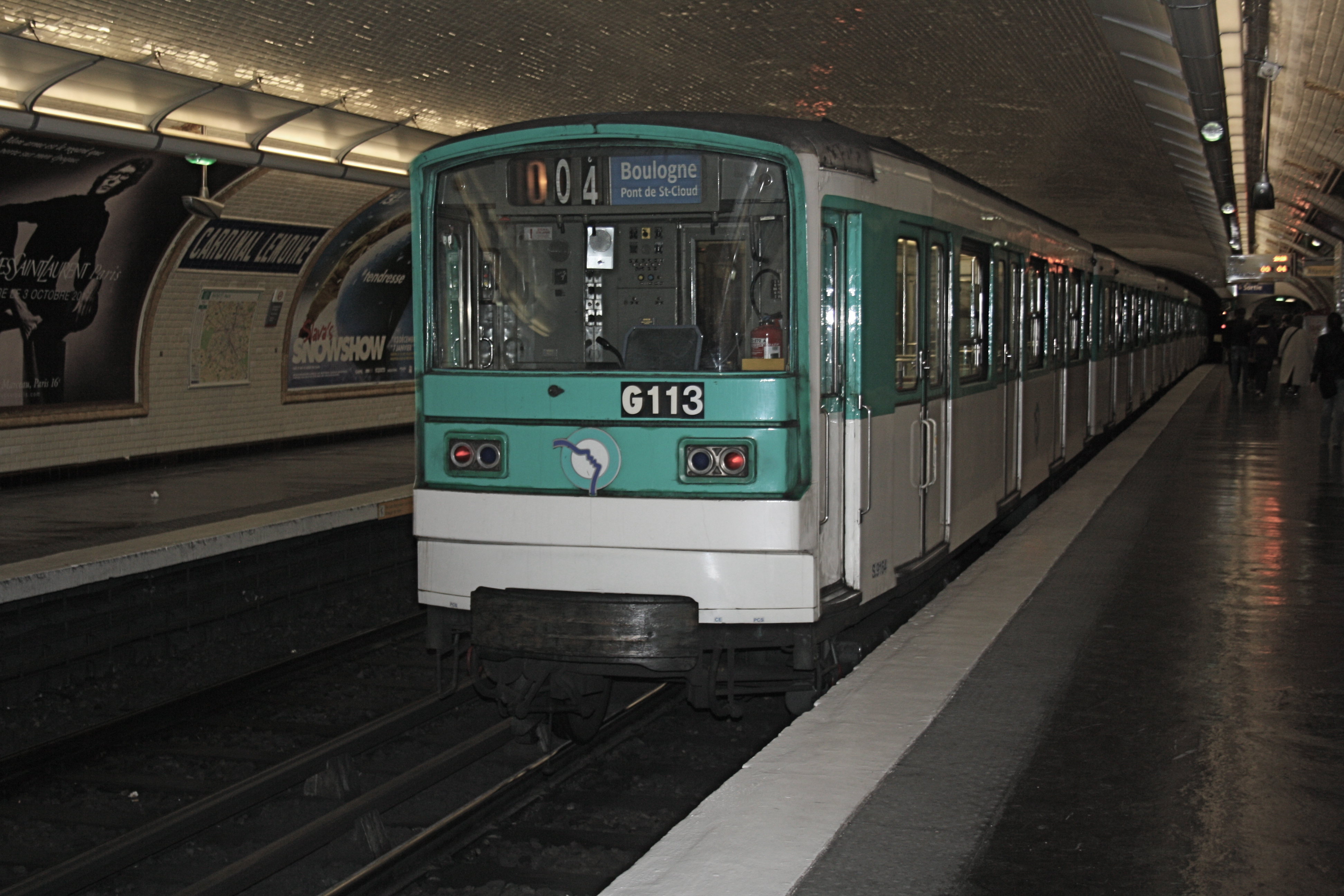
Zug der Baureihe MF 67 in Richtung Gare d’Austerlitz – das Zielschild am Zugende gilt für die Gegenrichtung

Auf der Linie 10 verkehren konventionelle Züge der Baureihe MF 67. Zwischen 1975 und 1994 liefen Züge der Baureihe MA, davor solche der Bauart Sprague-Thomson.